# والتر هانت
والتر هانت (بالإنجليزية: Walter Hunt)‏ ، مواليد 1796م وتوفي سنة 1859م، وهو أول من اخترع أزرار الملابس، وقلم الحبر ودبوس المشبك .كما ساهم في صناعات آلية حديثة أخرى .

## معرض الصور

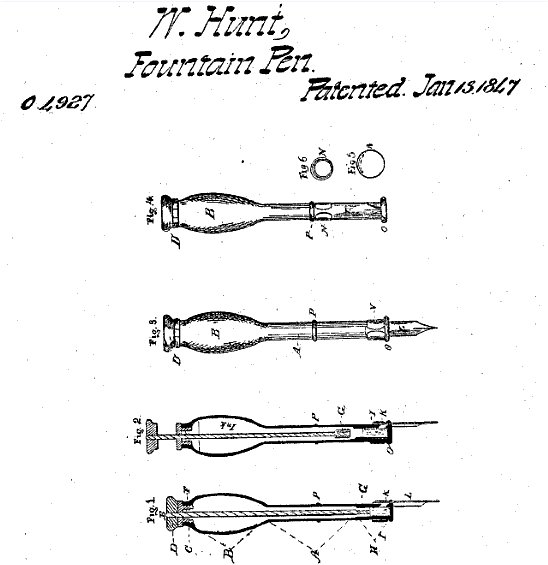
قلم حبر سائل براءة إختراع رقم 4927
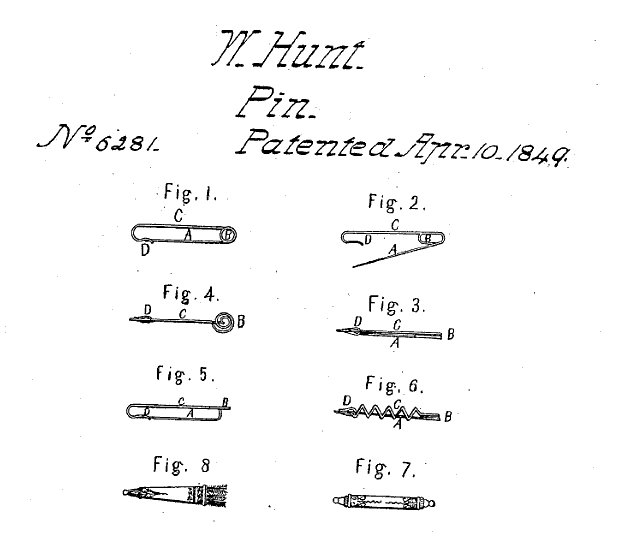
براءة إختراع دبوس مشبك رقم 6281
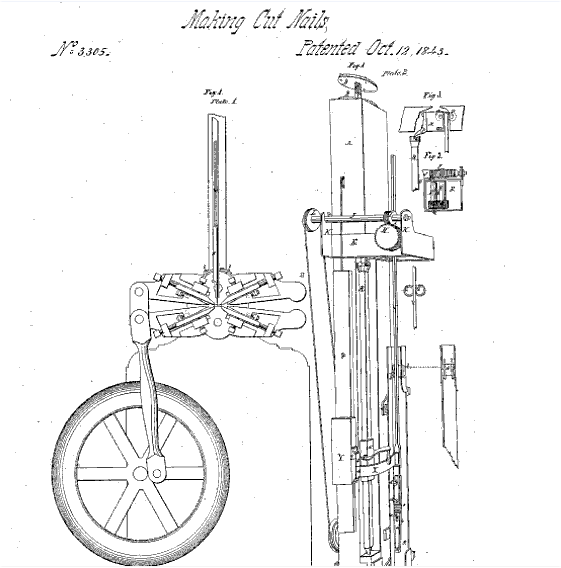
Nail making machine Patent 3305
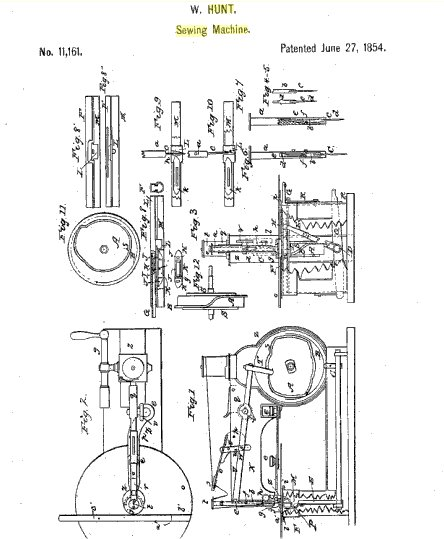
Sewing machine Patent 11,161
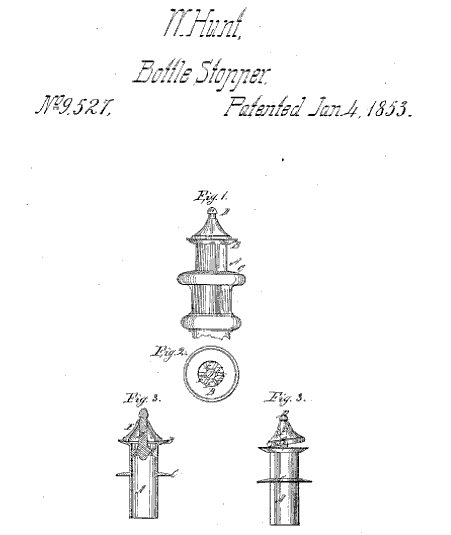
Swivel-Cap Stopper Patent 9,527
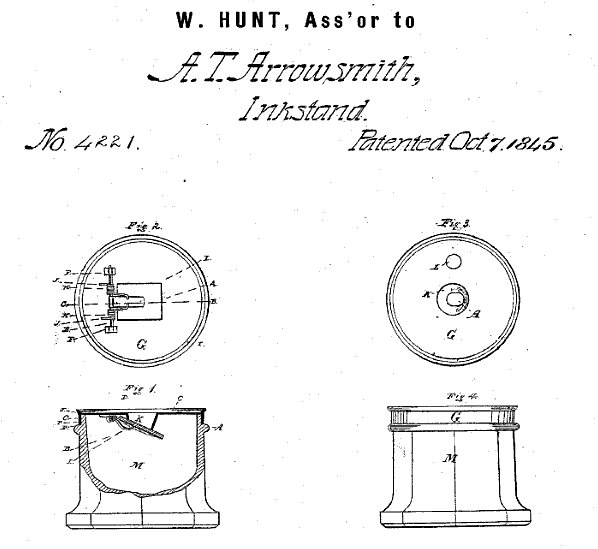
Inkstand Patent 4221
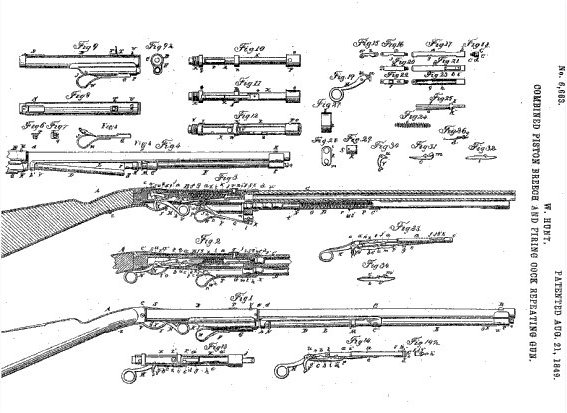
Firing cock repeating gun Patent 6663
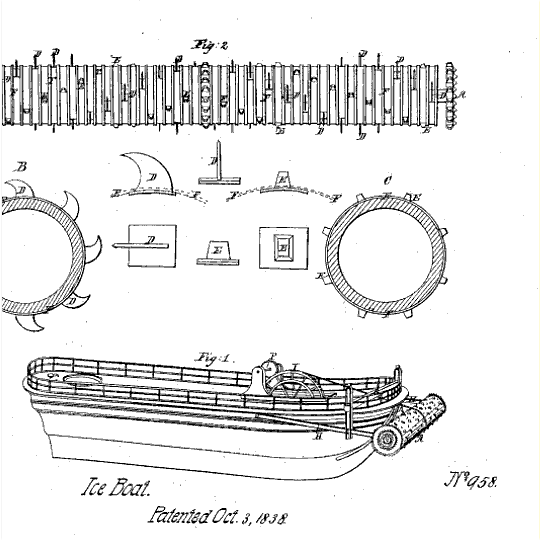
Ice Boat Patent 958